# Železniško postajališče Mačkovci
Železniško postajališče Mačkovci je železniška postaja ki oskrbuje naselju Mačkovci.

## Proga
Železniško postajališče leži med progo Ormož - Hodoš d. m.

## Koordinati
Koordinati: 46,7833103, 16,1647775

## Tiri
Tiri: 1

## Slika
https://commons.wikimedia.org/wiki/File:Ma%C4%8Dkovci_train_station.jpg Slika železniške postaje.